# Cotiujenii Mari, Șoldănești
Cotiujenii Mari este satul de reședință al comunei cu același nume  din raionul Șoldănești, Republica Moldova.

## Istorie
Localitatea a fost menționată documentar pentru prima dată în anul 1604:
„1604 (7112) mai 20, Suceava.

Ieremia Movilă voievod întărește lui Simeon Jomir mare șătrar, nepotul lui Evstafie Iorgul, căsătorit cu Anița, fiica lui Irimia hotnogul, sora Gaftonei și a Axanei, în urma pricinii cu mănăstirea Probota, stăpânirea peste jumătatea de jos a satului Cotiujani, ținutul Soroca, rămasă de la bunicul Aniței, Ionașco hotnogul, cu uric de la Ștefan voievod cel Bătrân; peste a patra parte din Samașcani, ținutul Orhei, moștenire de la bunicul său Evstafie și de la Iorga Gore, cu act de la Petru voievod; a patra parte din Hulboca (Gluboca), cu vad pe Cula, rămasă de la ruda sa Ilișicescu; la Săpoteni, a cincea parte din Puțintei și Onițcani, rămasă de la rudele Irimescu; Silișcan, de la rudele Gorescu, iar mănăstirii Probata rămâne să stăpânească 117 stânjeni la Pogor, cu mori în Răut.

Hotare: Zagușca, iazul Staniște, Răcești, Movila Lungă, Probota, Olișcani numită Pistruiul, pârâul Ciorna, podul Fendicu, Iapur, Pohoarna.”
În 1793 în satul Cotiugeni a fost construită bisericuță din lemn, cu pereții unși cu lut, bogată în ustensile bisericești și cărți religioase, fiind în componența Episcopiei Hușilor.
În perioada interbelică a fost reședința plășii omonime din județul Soroca.

## Personalități

### Născuți în Cotiujenii Mari
- Anatolie Popa (1896–1920), militar moldovean, participant la Primul Război Mondial, Revoluția Rusă din 1917 și Războiul Civil Rus.
- Gheorghe Urschi (n. 1948), actor, regizor și umorist.
- Nicolae Andronic (n. 1959), politician.
- Cleopatra Mociuțchi (Tomozei) ( n. 1928 - d. 2008, Iași), fizician relativist și conferențiar universitar la Iași.
- Simeon Murafa (1887-1917), fruntaș politic basarabean, militant pentru unirea acestei regiuni cu România.

## Vezi și
- Raionul Cotiujeni

1. ↑  Catalogul documentelor moldovenești din Arhiva Istorică Centrală a Statului. Supliment I (1403 -1700). București: Direcția Generală a Arhivelor Statului din Republica Socialistă România, 1975, p. 95.
2. ↑  Халиппа, И. Н. Сведения о церквях Бессарабии в 1812-1813 гг. Arhivat în 17 aprilie 2023, la Wayback Machine.. Кишинёв: Лито-Типография, 1907, стр. 285.